# 서울 시민청
서울 시민청은 서울특별시청 지하 1·2층에 마련된 공간이다. "시민이 스스로 기획하고 누릴 수 있도록 만들어진" 시민용 생활 공간으로, 토론·전시·공연·강좌·놀이 등 각종 시민활동이 진행되도록 했다. 시민청이란 명칭의 ‘청’자는 관청 청(廳)자가 아닌 들을 청(聽)자인데, "시민의 생각을 시가 경청하고 시민간의 생각과 의견을 서로 공유하는 활동이 이루어지는 시민청의 역할"을 강조한다. 시민청 입구의 귀 모양의 상징모형물은 시민의 목소리에 귀 기울이고 소통하겠다는 서울시의 강한 의지를 표현한다. 2023년 12월까지 운영된다.

## 시설 현황

### 지하 1층
시민발언대

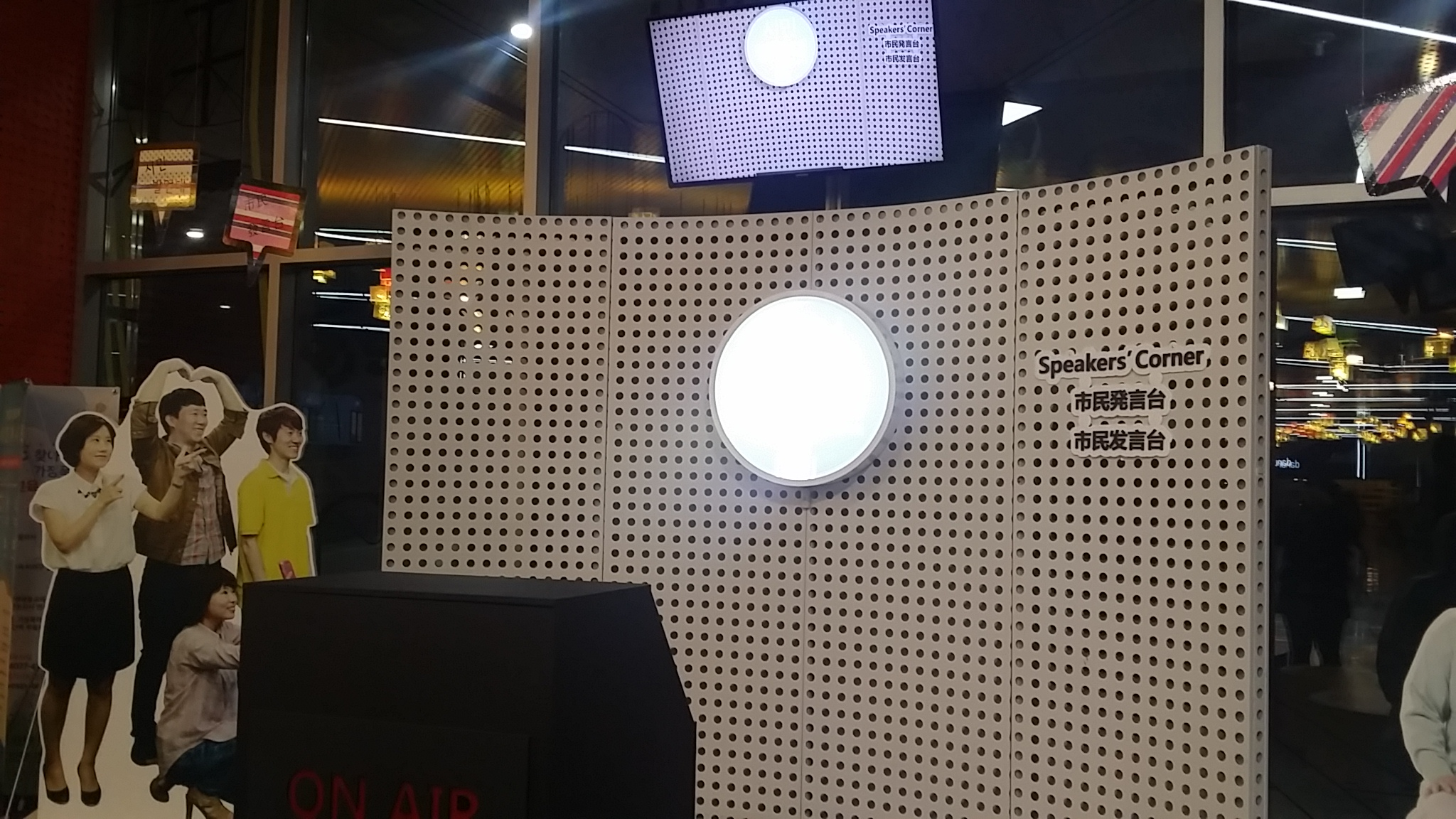
서울 시민청 시민발언대

서울시민 누구나 자유로운 주제로 자기 표현을 할 수 있도록 마련된 시민참여 공간이다. 1명당 10분 이내로 발언할 수 있다. 단, 타인에 대한 비방이나 명예훼손, 욕설, 특정 정당이나 특정 정치인에 대한 일차적인 지지나 비난은 제한된다.
공정무역가게 지구마을
커피, 초콜릿, 의류 등 양질의 공정무역 제품을 구입하고, 공정무역에 대해 배우며 체험하는 커뮤니티 공간이다. 또한 공정무역을 주제로 한 도서 및 사진 전시를 관람할 수 있다. 2022년 1월 계약만료로 철수했다.
다누리

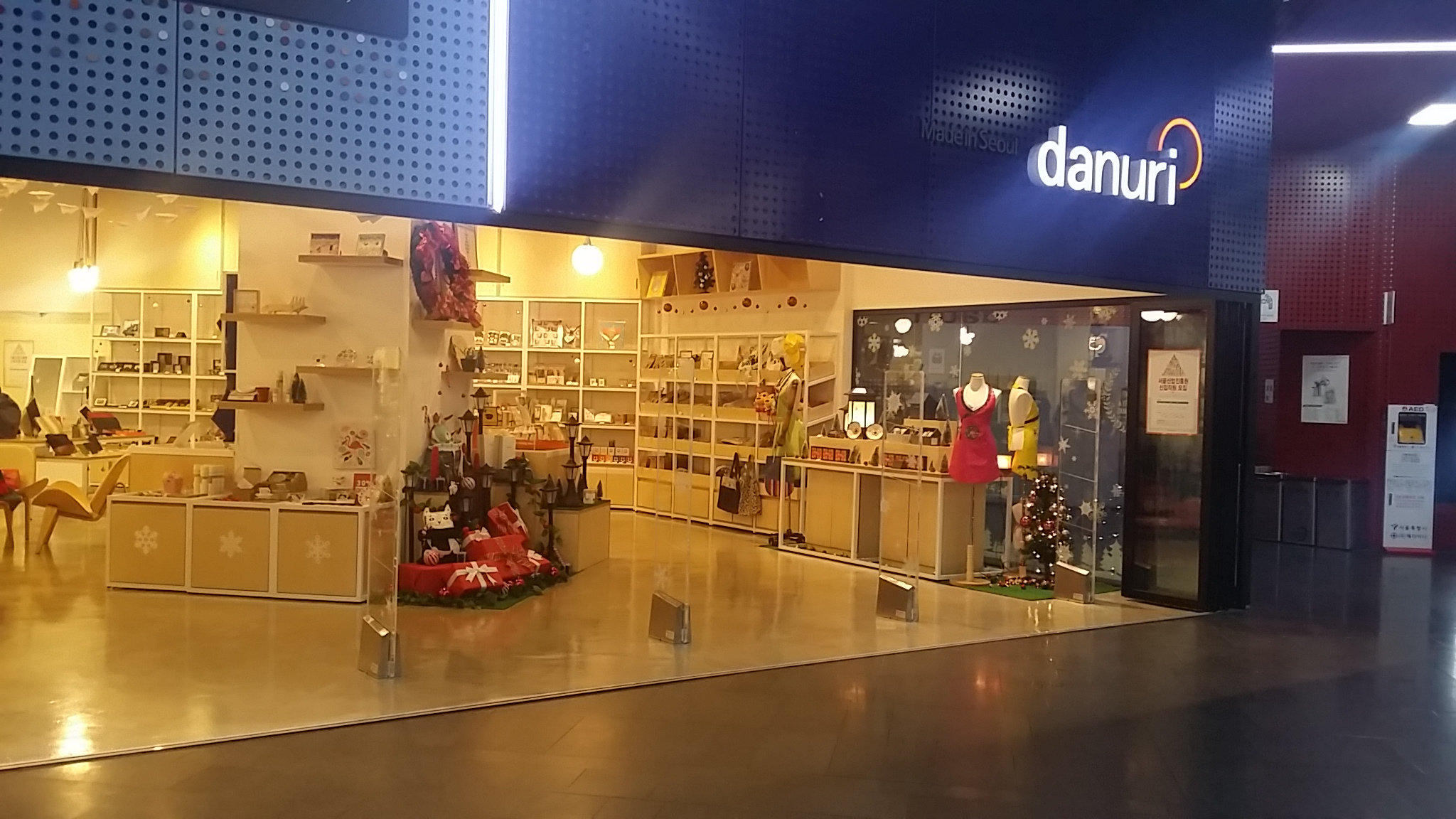
서울 시민청 다누리가게

청년창업기업, 사회적기업 등 서울시의 글로벌 강소기업에 대한 판로 및 마케팅 지원을 위한 공동전시 판매장이다. 서울 관광 상품, 패션잡화, 악세서리, 아이디어 상품, 문구, 화장품, 건강기능성 식품 등 다양하고 개성 있는 제품들을 만나볼 수 있다.
시민청 갤러리
회화, 설치미술, 만화 등 다양한 주제와 소재의 기획전시 및 대관전시가 이루어지는 공간이다.
담벼락 미디어
66개의 모니터를 통해 서울을 주제로 한 영상들이 상시 상영되는 미디어월로 이루어져 있는 공간이다. 담벼락미디어 앞의 낙서테이블을 통해 시민청에 온 시민들의 의견을 미디어 모니터로 표현 및 상영할 수 있다.
뜬구름갤러리

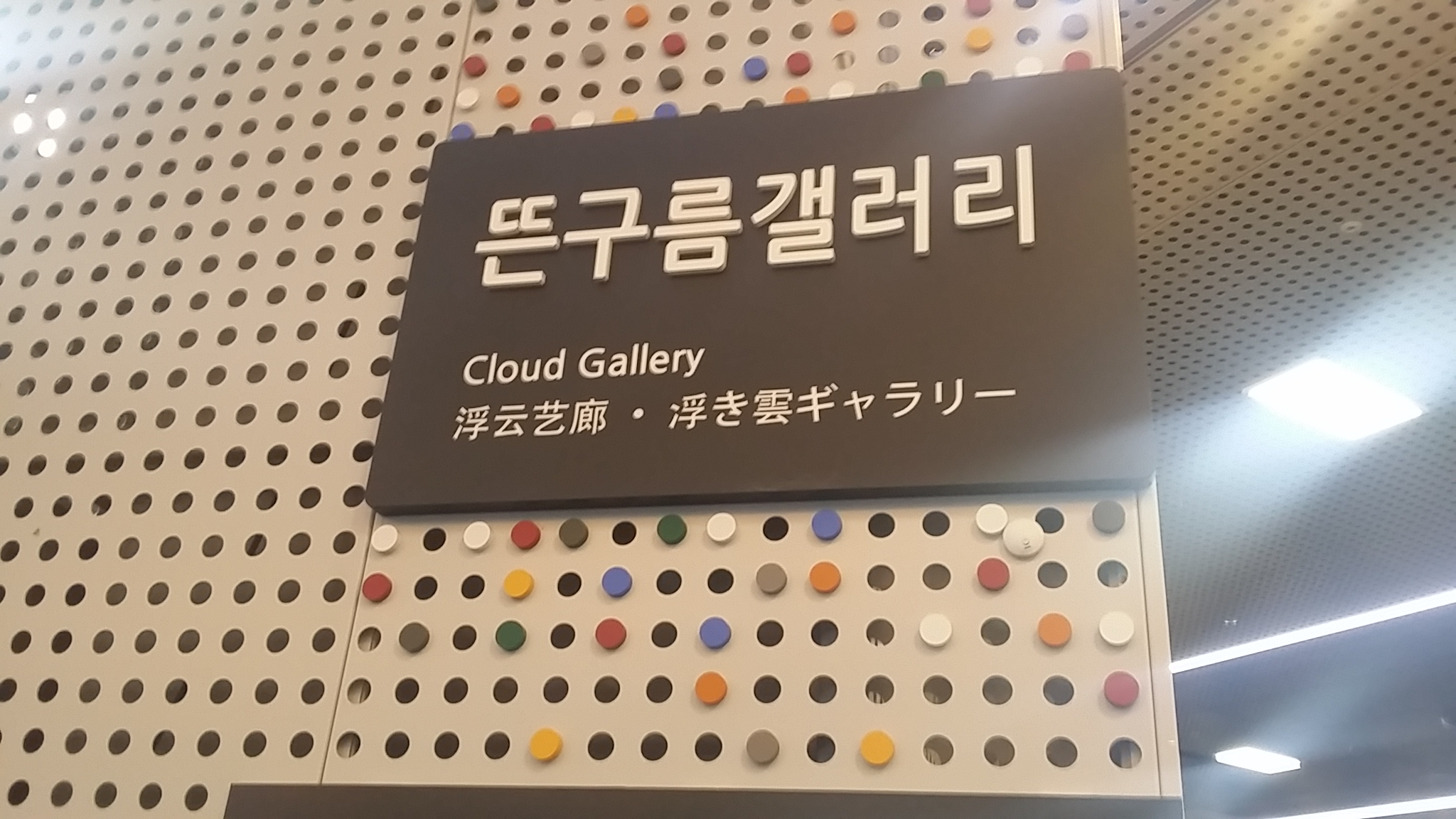
서울 시민청 뜬구름갤러리

시민청(시민플라자) 천장에 설치된 45개의 모니터를 통해 서울과 서울시민의 삶을 테마로 한 영상을 감상할 수 있도록 만든 기획전시 공간이다.
시티갤러리
서울의 역사, 신청사 건립과정, 주요 서울시 정책 등 서울과 관련된 다양한 이야기를 소개하는 공간이다. 시민과 함께 서울시 정책을 표현하는 시민참여 전시 행사도 진행된다.
소리갤러리
시민청의 컨셉인 '경청'에 맞게 '소리'를 강조하여 서라운드 시스템의 청음시설을 구비한 소리 전시 공간이다. 소리와 미디어아트를 결합한 전시가 진행되고 있다.
군기시유적전시실

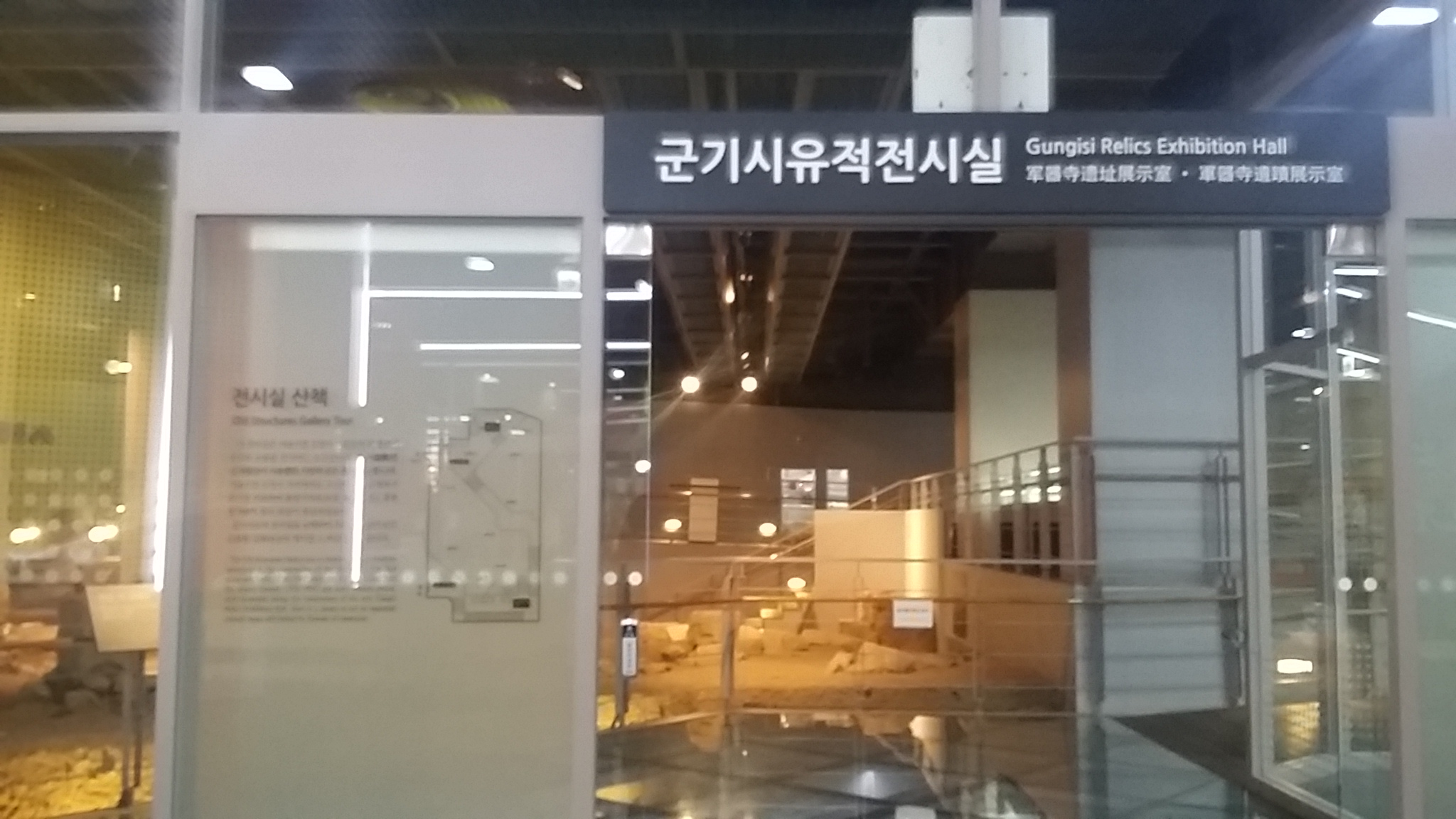
서울시민청 군기시유적실

서울시청 건립공사 중 발견된 군기시의 발굴현장을 그대로 복원한 공간이다. 조선시대 화포인 불랑기자포(보물 제831-2호) 등 61점의 유물이 전시되어 있고, 근대 건물지 11기와 정릉동천 호안석축 등이 복원되어 있다. 과거와 현재를 이어주는 공간에서 역사체험을 할 수 있다.
활짝라운지
시민을 위한 휴식의 장소이자 만남의 장소로, 다양한 공연 프로그램이 진행되는 열린 공간이다. 시민청예술가들이 선보이는 '활력콘서트'가 매일 진행되며, 매월 마지막 주 토요일에는 시민청의 대표적인 복합문화 프로그램인 '토요일은 청이 좋아'가 진행된다.
시민플라자
시민청에서 가장 넓은 다목적 공간으로 다양한 시민참여 전시 및 체험 행사가 이루어지는 공간이다. 매월 둘째, 마지막 주 주말(토,일)에는 시민들이 수공예품을 판매하는 장터인 '한마음살림장이' 열린다.
시민청 안내센터, 서울시 관광 안내 센터

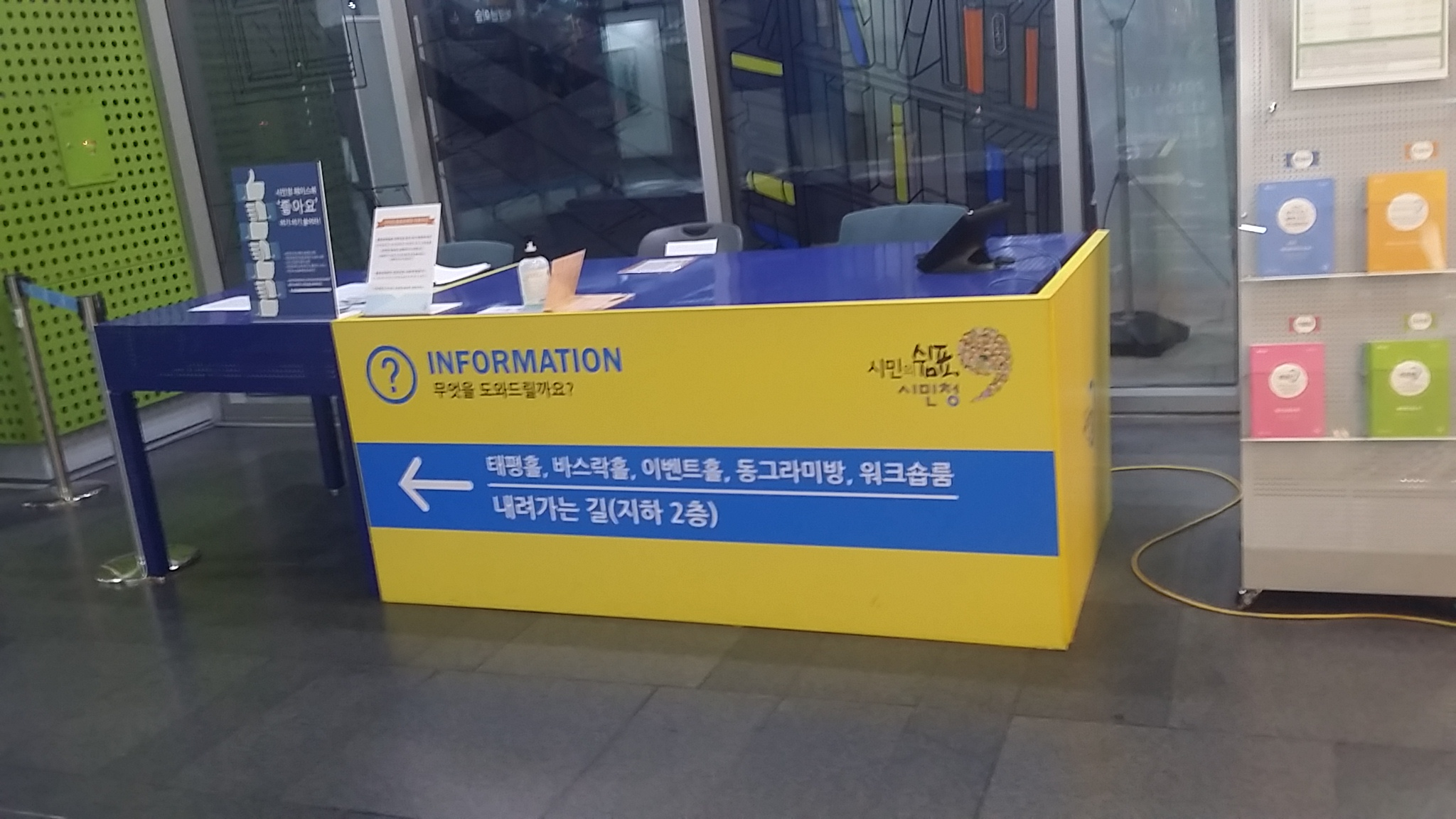
서울 시민청 안내 센터

시민청 시설소개와 프로그램안내, 참여신청 안내가 가능한 종합안내 센터로, 서울시 여행정보, 공연정보 등을 안내 받을 수 있는 관광안내 센터가 함께 자리하고 있는 공간이다.
서울책방
서울 시민들을 비롯한 관광객들이 서울과 관련된 정보를 쉽게 얻고, 공감할 수 있도록 책을 열람하고 구매할 수 있는 공간이다. 서울시 간행물을 주로 판매한다.

### 지하 2층
태평홀
구청사의 태평홀을 그대로 재현해 놓은 공간으로 시민청 결혼식, 시민대학 등 다양한 시민참여 활동이 이루어지는 공간이다. 약 100명 정도 참석 가능한 규모이다.
시민플라자
다양한 장르의 기획전시가 이루어지는 개방형 전시 공간이다. 시민 대관이 가능하다(대관 신청: 시민청 홈페이지)
동그라미방

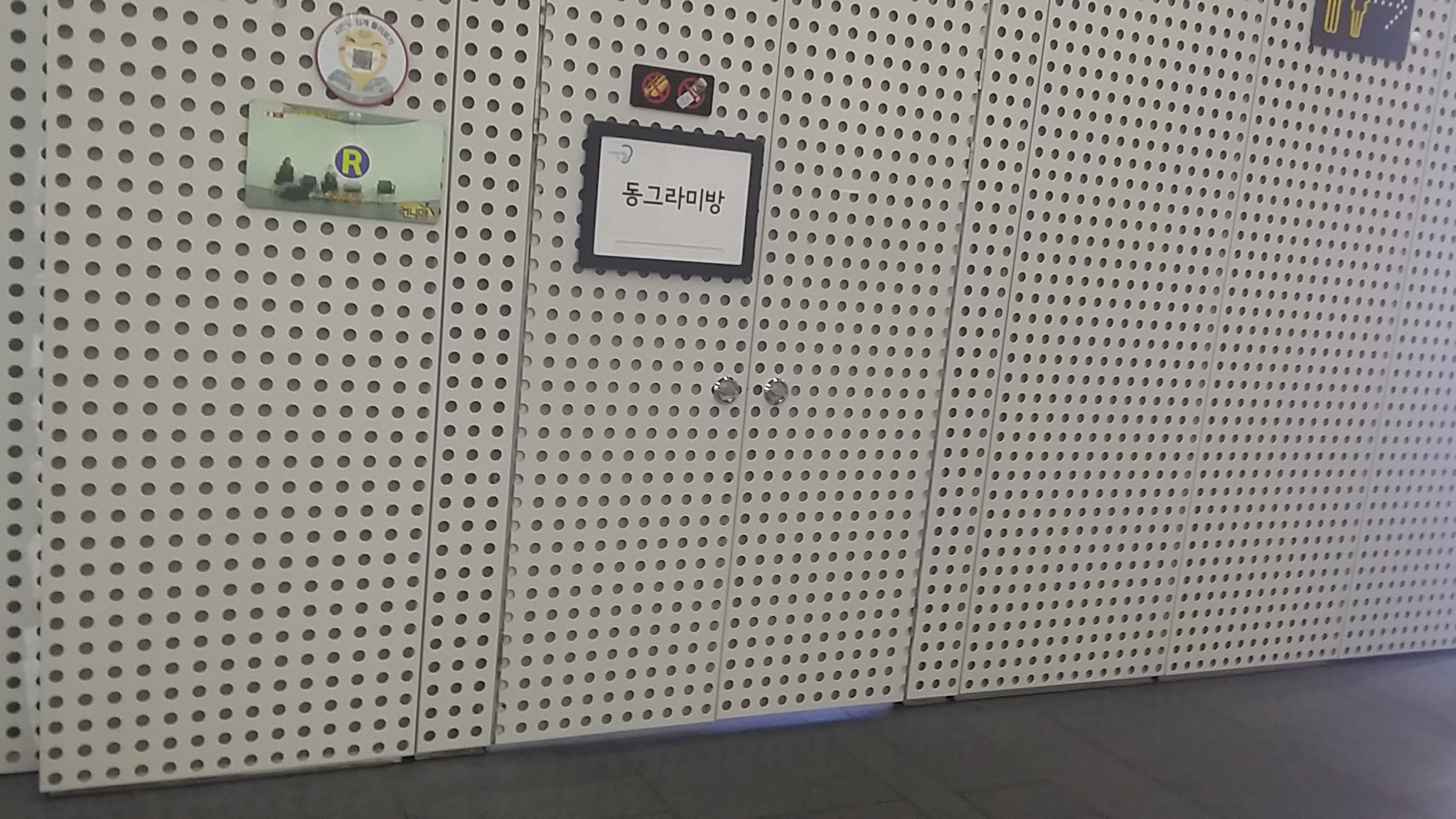
서울 시민청 동그라미방

교육·체험 프로그램 등 소규모 시민참여 활동을 위한 공간으로 개폐가 가능한 무빙월(Moving wall)을 가진 원형공간이다. 약 40명 정도가 참석할 수 있는 규모이다.
이벤트홀
세미나, 공연, 전시 등이 열리는 다목적 홀로 천장이 지하 1층으로 열려있고 수직 이동이 가능한 무대가 설치되어 있는 공간이다. 약 100명 정도 참석할 수 있는 규모이다.
워크숍룸
사랑방워크숍, 시민대학 등 토론과 워크숍을 진행할 수 있는 공간으로 약 50명 정도가 참석할 수 있는 규모이다.
바스락홀
약 100명이 참석할 수 있는 규모의 미니 공연장으로, 분기별로 '바스락콘서트'가 개최된다.

## 공간 대관
시민청은 시민을 위해 열린 공간으로 수시대관을 원칙으로 하고 있다. 시민청 운영프로그램에 지장이 없는 범위 안에서 수시대관을 원칙으로 사용희망일 3개월 전부터 10일 전까지 대관신청이 가능하다. 매월 1일 기준으로 대관신청이 열린다. 단, 1월 1일 설날, 추석당일은 휴관한다.
대관 가능한 시설은 지하 1층의 시민청갤러리, 시민플라자, 활짝라운지, 지하 2층의 이벤트홀, 워크숍룸, 동그라미방, 바스락홀, 태평홀, 시민플라자이다. 시민청을 사용하고자 하는 시민은 시민청 홈페이지에서 접수시기 및 대관현황을 확인한 후, 대관신청을 하면 된다. 다만, 사용일정은 조정될 수 있으며, 전화접수 및 방문접수는 불가하다.

## 사진첩

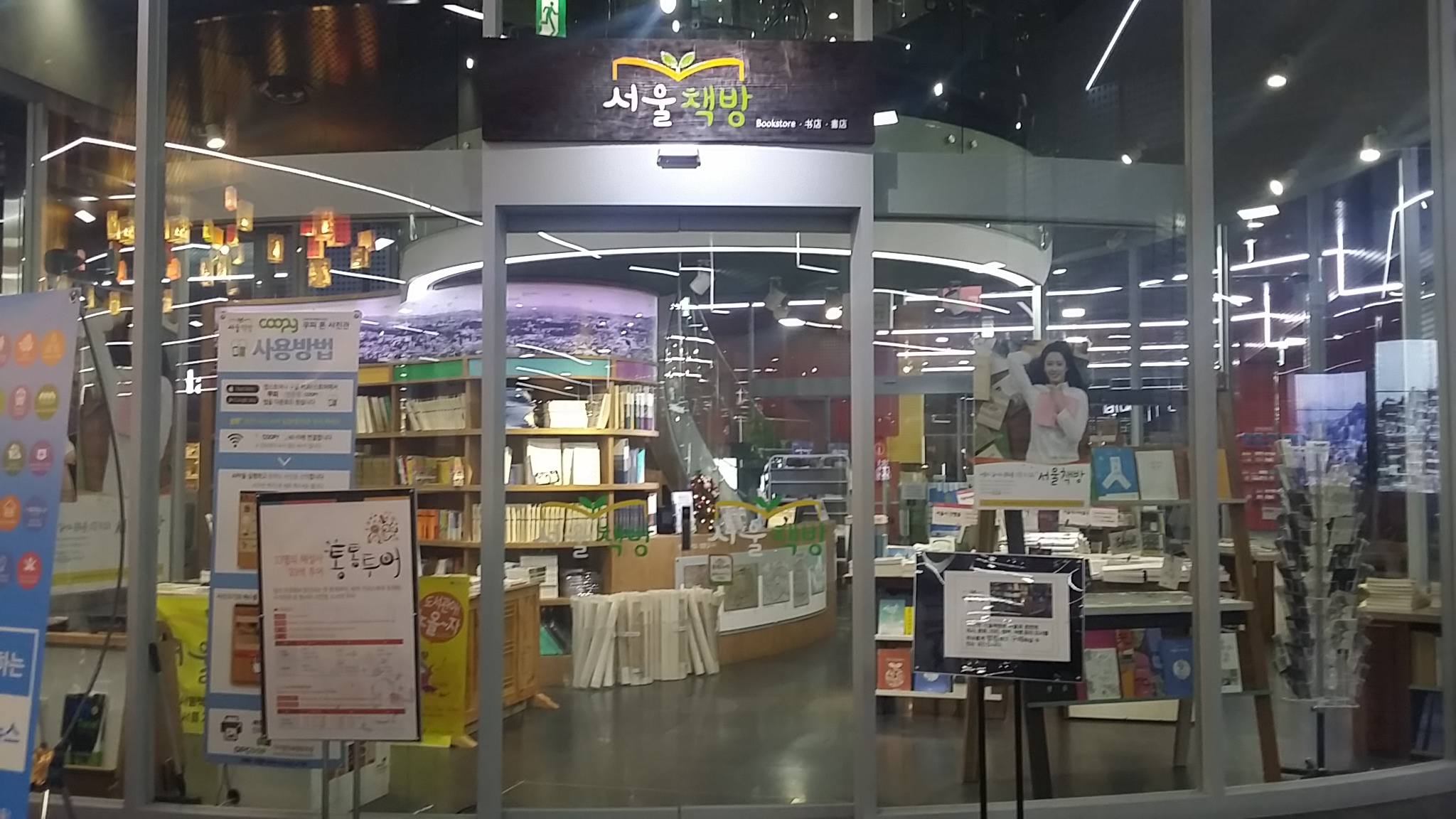
서울책방
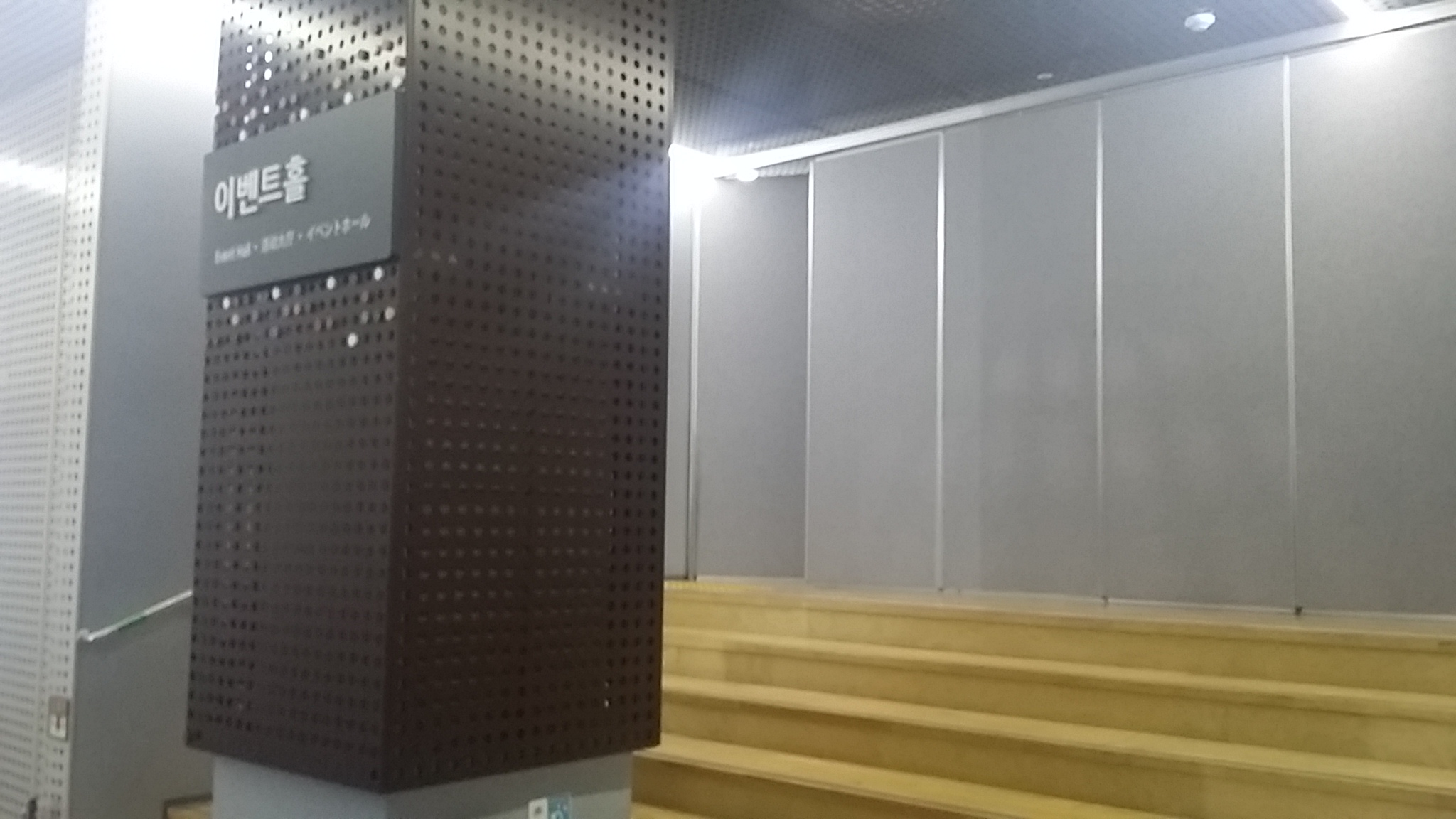
이벤트홀
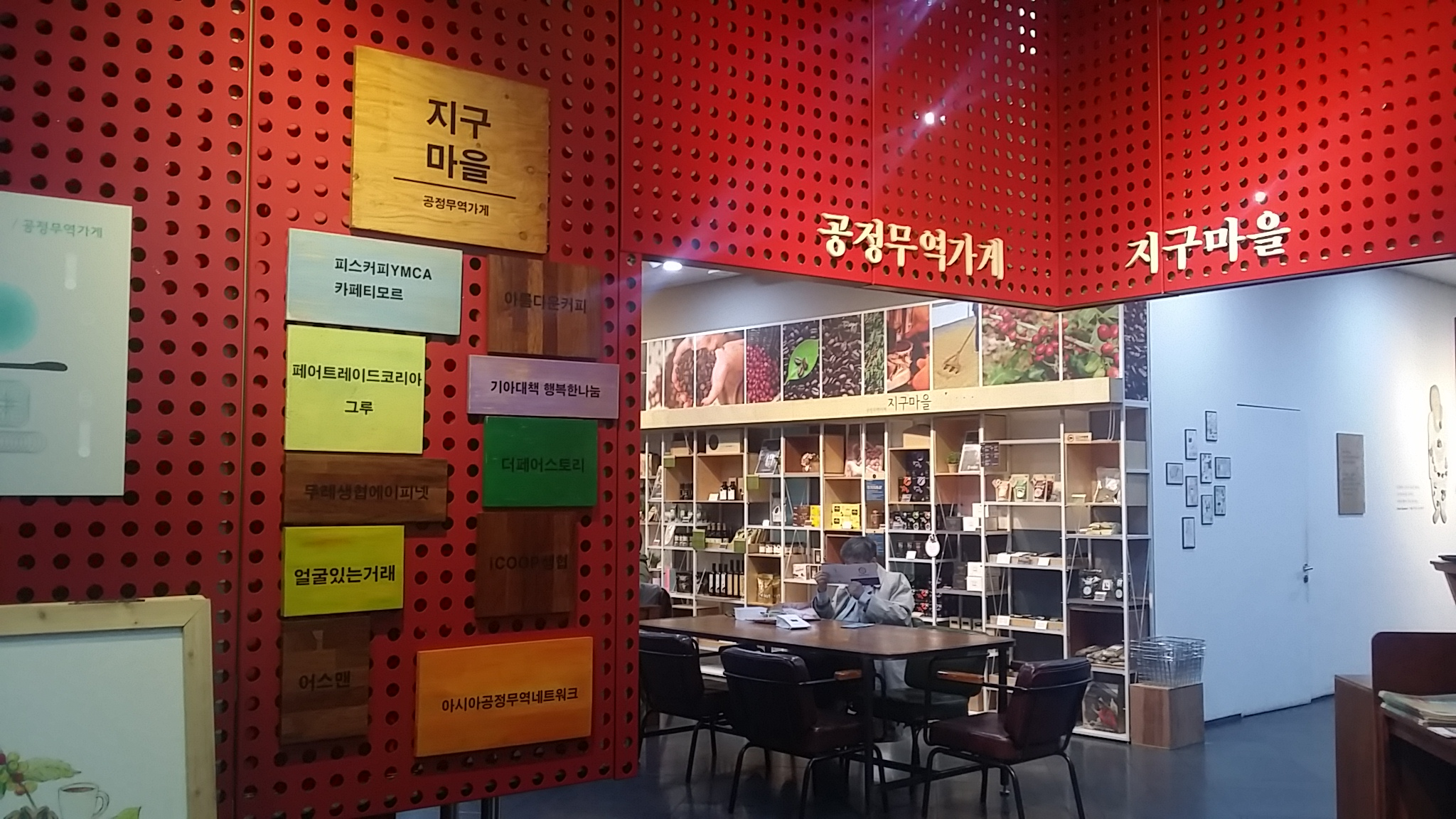
지구마을
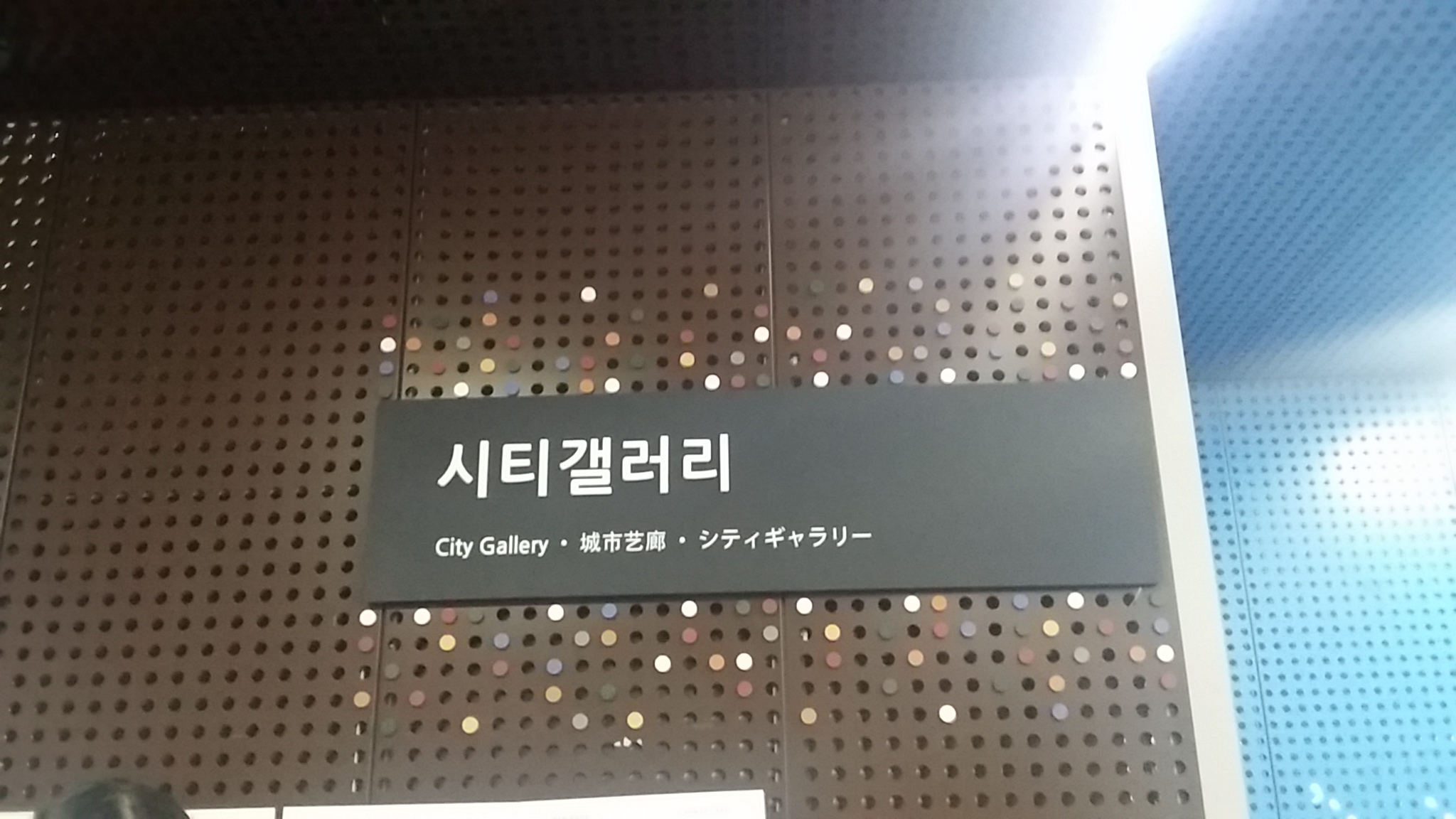
시티갤러리
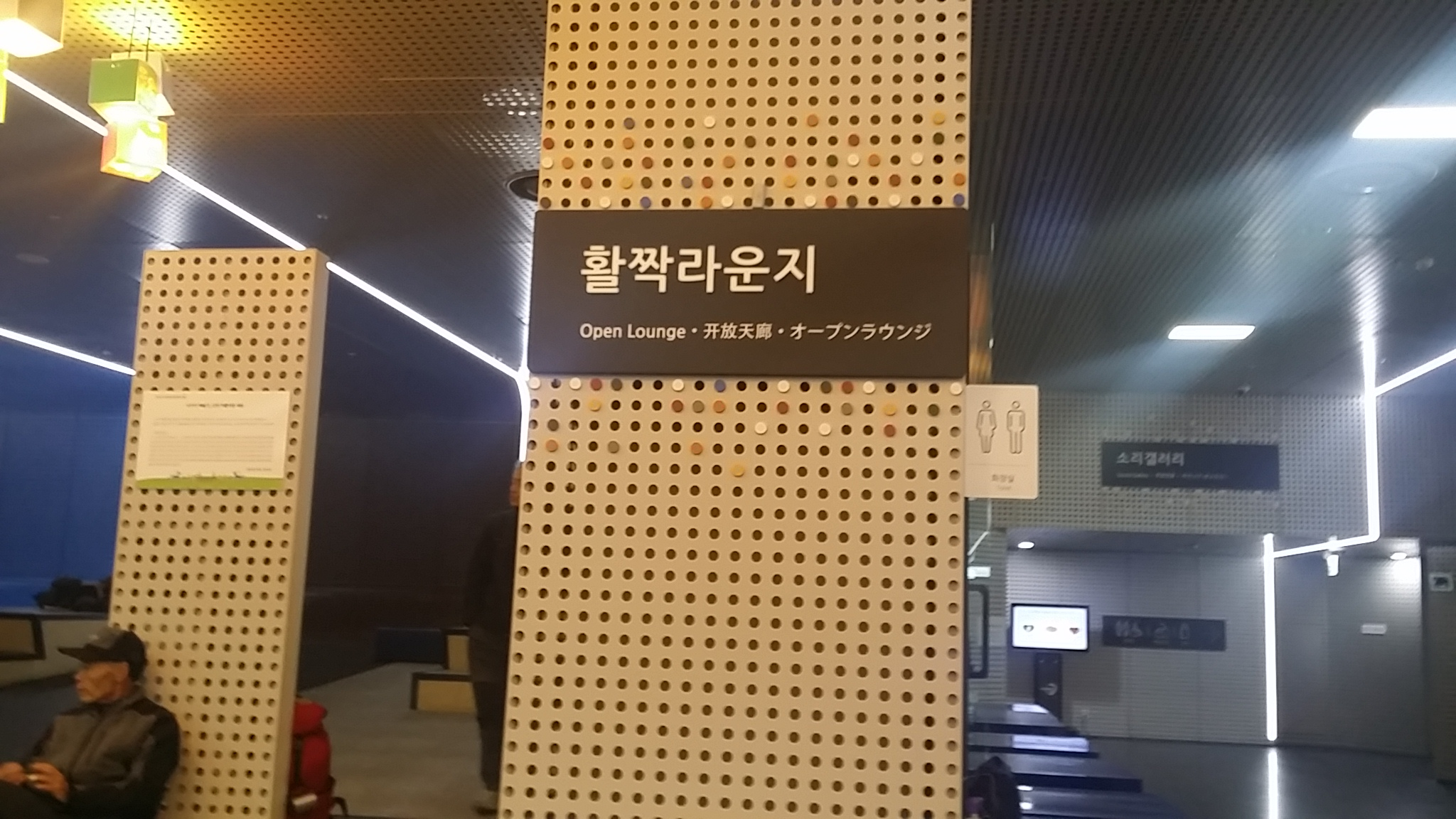
활짝라운지